# Charles Yuill
Charles Yuill (Calabogie, 14 agosto 1889 – Barrhead, 30 luglio 1972) è stato un politico canadese.

## Biografia
Di professione macellaio, Yuill fu a lungo sindaco di Barrhead. Fu eletto alla Camera dei comuni per il Social Credit Party of Canada nel 1953, quando sconfisse l'uscente John William Welbourn, e confermato alle elezioni del 1957. Alle elezioni anticipate del 1958 fu invece sconfitto dal candidato del Partito Conservatore Progressista del Canada Hugh Horner. Si candidò nuovamente nel 1962, venendo nuovamente sconfitto.